# Real Live
Albums de Bob Dylan
Infidels
(1983) Empire Burlesque
(1985)
Real Live est un album en concert de Bob Dylan sorti en 1984.
Il documente la tournée donnée par le chanteur en Europe entre mai et juillet 1984 avec Santana. Son groupe d'accompagnement comprend notamment l'ancien guitariste des Rolling Stones Mick Taylor et l'ancien claviériste des Faces Ian McLagan.
La plupart des chansons ont été enregistrées lors du concert du 7 juillet au stade de Wembley, mais certaines proviennent d'autres dates.

## Fiche technique

### Chansons
Toutes les chansons sont écrites et composées par Bob Dylan.
| 1.    | Highway 61 Revisited        | le 7 juillet au stade de Wembley              | 5:07 |
| 2.    | Maggie's Farm               | le 7 juillet au stade de Wembley              | 4:54 |
| 3.    | I and I (en)                | le 8 juillet au festival de Slane, en Irlande | 6:00 |
| 4.    | License to Kill             | le 5 juillet au St James' Park de Newcastle   | 3:26 |
| 5.    | It Ain't Me, Babe           | le 7 juillet au stade de Wembley              | 5:17 |
| 6.    | Tangled Up in Blue          | le 7 juillet au stade de Wembley              | 6:54 |
| 7.    | Masters of War              | le 7 juillet au stade de Wembley              | 6:35 |
| 8.    | Ballad of a Thin Man        | le 7 juillet au stade de Wembley              | 3:05 |
| 9.    | Girl from the North Country | le 8 juillet au festival de Slane, en Irlande | 4:25 |
| 10.   | Tombstone Blues             | le 5 juillet au St James' Park de Newcastle   | 4:32 |
| 50:15 |                             |                                               |      |

### Musiciens

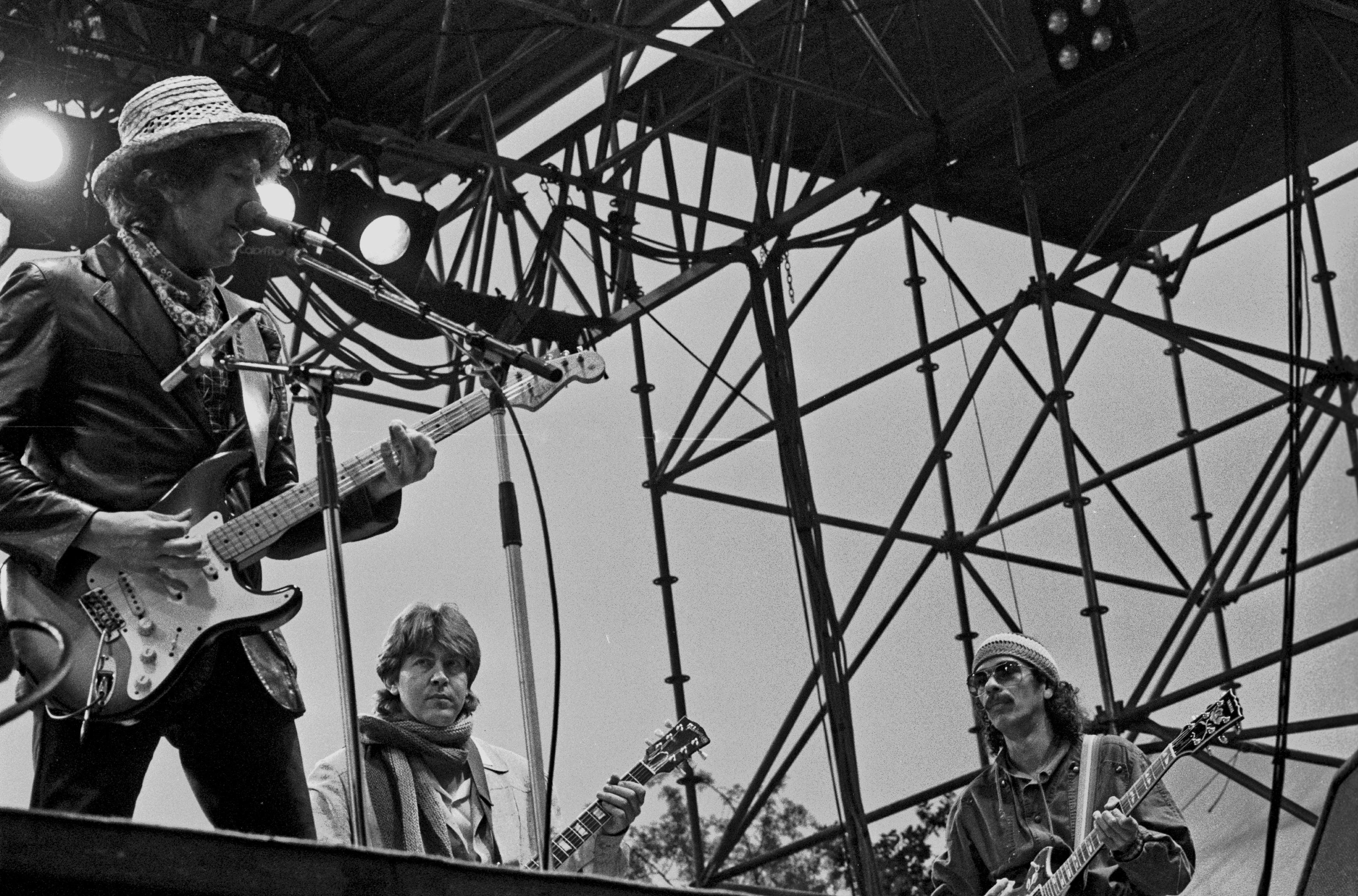
Bob Dylan, Mick Taylor et Carlos Santana sur scène pendant la tournée dont provient Real Live.

- Bob Dylan : chant, guitare, harmonica, claviers
- Mick Taylor : guitare
- Ian McLagan : claviers
- Gregg Sutton (en) : basse
- Colin Allen (en) : batterie
- Carlos Santana : guitare sur Tombstone Blues

### Classements et certifications
| Classement                    | Meilleure place |
| ----------------------------- | --------------- |
| États-Unis (Billboard 200)    | 115             |
| Norvège (VG-lista)            | 13              |
| Nouvelle-Zélande (RIANZ)      | 31              |
| Royaume-Uni (UK Albums Chart) | 54              |
| Suède (Sverigetopplistan)     | 28              |